# Sebastiano Timpanaro
Sebastiano Timpanaro (Parma, 5 settembre 1923 – Firenze, 26 novembre 2000) è stato un filologo classico, saggista e critico letterario italiano.

## Biografia

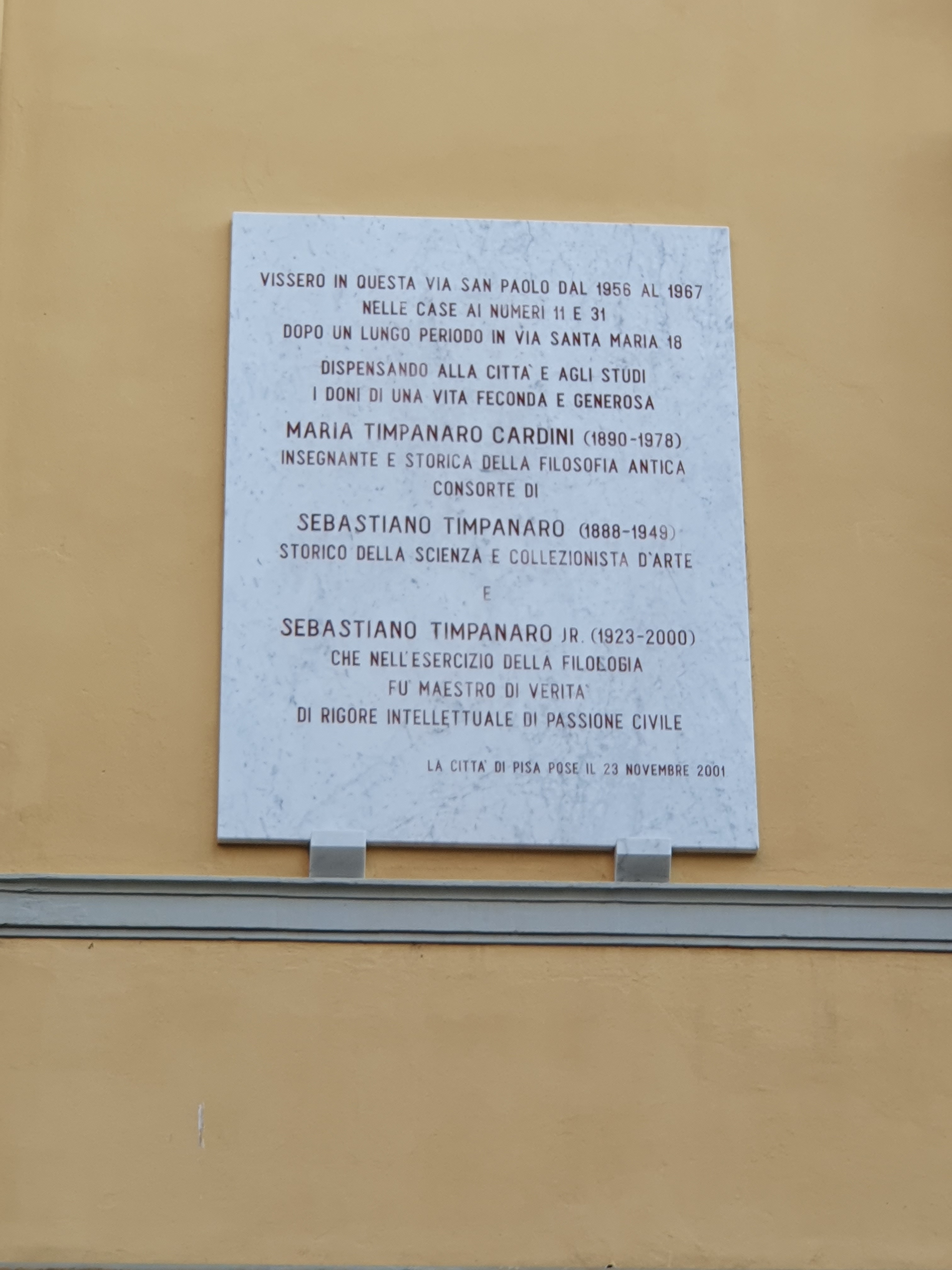
Lapide che commemora le vicine case di Pisa dove vissero Sebastiano Timpanaro senior, Maria Timpanaro Cardini e Sebastiano Timpanaro junior (Pisa, via San Paolo 13)

Figlio di Sebastiano Timpanaro senior e di Maria Timpanaro Cardini, studiò a Firenze col celebre filologo classico Giorgio Pasquali, membro tra l'altro dell'Accademia Nazionale dei Lincei e della British Academy.
Scelse di rifiutare la carriera di insegnamento universitario, senza tuttavia rinunciare a un'attività scientifica davvero imponente, indirizzata verso la filologia latina e greca, la letteratura italiana e alcuni grandi temi filosofici dell'Ottocento e del Novecento: il marxismo, il materialismo e la psicoanalisi freudiana.
S'impegnò anche in politica, militando inizialmente nella sinistra interna del Partito Socialista Italiano; nel 1964 aderì al Psiup e nei primi anni settanta al Pdup. In seguito, rimanendo coerente con le sue idee leniniste, guardò con interesse al progetto di Rifondazione Comunista, senza però mai iscriversi al partito.
È sepolto nel Cimitero Monumentale della Misericordia dell'Antella, Comune di Bagno a Ripoli, provincia di Firenze.

## Timpanaro e Lachmann
Nella fondamentale monografia La genesi del metodo del Lachmann, edita per la prima volta nel 1963, Timpanaro ripercorre i lineamenti di storia della filologia, con particolare riferimento alle molteplici intuizioni e agli spunti che hanno preceduto l'opera di Karl Lachmann e a cui lo studioso tedesco aveva poi dato una sistematica e organica formulazione; ancor oggi il cosiddetto metodo di Lachmann, pur rivisitato nel corso dei decenni, rimane basilare per approntare l'edizione critica di un testo, soprattutto di un autore latino o greco.

## Timpanaro eL'infinito
In un articolo del 1966, intitolato Di alcune falsificazioni di scritti leopardiani, Timpanaro ha fornito la dimostrazione che i tre abbozzi de L'infinito di Giacomo Leopardi, pubblicati in Tutte le opere, a cura di Francesco Flora, Milano, Arnoldo Mondadori Editore, 1940, sono in realtà dei falsi.

## Opere
- La filologia di Giacomo Leopardi, Firenze, Le Monnier, 1955.
- La genesi del metodo del Lachmann, Firenze, Le Monnier, 1963.
- Classicismo e illuminismo nell'Ottocento italiano, Pisa, Nistri-Lischi, 1965.
- Giacomo Leopardi, Scritti filologici (1817-1832), a cura di Giuseppe Pacella e Sebastiano Timpanaro, Firenze, Le Monnier, 1969.
- Sul materialismo, Pisa, Nistri-Lischi, 1970.
- Il lapsus freudiano. Psicanalisi e critica testuale, Firenze, La Nuova Italia, 1975.
- Antileopardiani e neomoderati nella sinistra italiana, Firenze, Olschki, 1975.
- Contributi di filologia e di storia della lingua latina, Roma, Edizioni dell'Ateneo & Bizzarri, 1978.
- Aspetti e figure della cultura ottocentesca, Pisa, Nistri-Lischi, 1980.
- Il socialismo di Edmondo de Amicis : lettura del "primo maggio", Verona, Bertani, 1983
- Paul H. T. d'Holbach, Il buon senso, Introduzione, traduzione e note di Sebastiano Timpanaro, Milano, Garzanti, 1985.
- Per la storia della filologia virgiliana antica, Roma, Salerno editrice, 1986.
- Marco Tullio Cicerone, Della divinazione, Testo criticamente riveduto, introduzione, traduzione e note di Sebastiano Timpanaro, Milano, Garzanti, 1988.
- La fobia romana e altri scritti su Freud e Meringer, Pisa, ETS, 1992.
- Nuovi contributi di filologia e storia della lingua latina, Bologna, Pàtron, 1994.
- Nuovi studi sul nostro Ottocento, Pisa, Nistri-Lischi, 1995.
- Il verde e il rosso. Scritti militanti (1966-2000), a cura di Luigi Cortesi, Roma, Odradek, 2001.
- Virgilianisti antichi e tradizione indiretta, Firenze, Olschki, 2001.
- Contributi di filologia greca e latina, a cura di Emanuele Narducci, Firenze, Università degli studi, 2005.
- Alcune osservazioni sul pensiero di Leopardi, presentazione di Antonio Prete, Chieti, Solfanelli, 2015

## Riconoscimenti
- 1995: Premio Feltrinelli per la Filologia e la linguistica, conferito dall'Accademia dei Lincei.[6]
- 1996: Premio Nazionale Letterario Pisa per la Saggistica.[7]